# Amaxia maroniensis
Amaxia maroniensis är en fjärilsart som beskrevs av Rothschild 1917. Amaxia maroniensis ingår i släktet Amaxia och familjen björnspinnare. Inga underarter finns listade i Catalogue of Life.